# Nikołaj Głazow
Nikołaj Jelizarowicz Głazow (ros. Николай Елизарович Глазов, ur. 14 grudnia 1919 w Szyłce, zm. 30 lipca 1943 w rejonie miasta Krasnyj Łucz) – radziecki lotnik wojskowy, Bohater Związku Radzieckiego (1943).

## Życiorys
Urodził się w rodzinie kolejarza. Skończył szkołę średnią, pracował jako elektromechanik, jednocześnie uczył się w aeroklubie. Od 1938 służył w Armii Czerwonej, w 1940 z wyróżnieniem ukończył wojskową lotniczą szkołę pilotów im. A. Sierowa w Batajsku, służył w 11 pułku lotnictwa myśliwskiego. Od czerwca 1941 uczestniczył w wojnie z Niemcami jako dowódca klucza, od sierpnia 1942 walczył pod Stalingradem, w tym od listopada 1942 w składzie 283 pułku lotnictwa myśliwskiego 268 Dywizji Lotnictwa Myśliwskiego 8 Armii Powietrznej Frontu Południowo-Zachodniego. Zyskał uznanie jako mistrz walki powietrznej, strącając samoloty wroga przy pierwszym ataku. W 1943 był dowódcą eskadry w stopniu starszego porucznika. Wykonał 537 lotów bojowych (w tym ponad sto zwiadowczych) i stoczył 80 walk powietrznych, w których strącił osobiście 21 i w grupie 7 samolotów wroga. Wieczorem 30 lipca 1943 podczas powrotu z misji bojowej w rejonie miasta Krasnyj Łucz natknął się na niemiecki samolot FW-189 i postanowił go zestrzelić, jednak okazało się, że przedtem zużył całą amunicję; w związku z tym wykonał taranowanie samolotem. Próbował uderzyć śrubą, jednak z powodu ciemności nie trafił dokładnie i FW-189 rozpadł się, jednak pilotowany przez Głazowa Jak-1 zapalił się i spadł na ziemię, a Głazow zginął.

## Odznaczenia
- Złota Gwiazda Bohatera Związku Radzieckiego (1 maja 1943)
- Order Lenina (dwukrotnie)
- Order Wojny Ojczyźnianej I klasy

I medale.